# برونو سامبو
برونو سامبو (بالفرنسية: Bruno Sambo)‏ هو لاعب كرة قدم فرنسي في مركز الدفاع، ولد في 24 مارس 1996 في فرنسا. لعب مع نادي أجاكسيو.

## وصلات خارجية
- برونو سامبو على موقع رابطة كرة القدم الفرنسية للمحترفين (الإنجليزية)
- برونو سامبو على موقع قاعدة بيانات كرة القدم.إي يو (الإنجليزية)
- برونو سامبو على موقع ليكيب (الفرنسية)
- برونو سامبو على موقع Soccerway.com (الإنجليزية)